# Kim Won-gun
Đây là một tên người Triều Tiên, họ là Kim.
Kim Won-gun (sinh ngày 1 tháng 5 năm 1992) là một cầu thủ bóng đá Hàn Quốc thi đấu cho FC Seoul.

## Sự nghiệp câu lạc bộ
Kim Won-gun gia nhập FC Seoul năm 2015 as Rookie Free Agent.